# تشارلي ويليامسون
تشارلي ويليامسون (بالإنجليزية: Charlie Williamson)‏ (12 أبريل 1956 في المملكة المتحدة - ) هو لاعب كرة قدم بريطاني في مركز الظهير. لعب مع نادي بريستول سيتي ونادي توركي يونايتد ونادي فالكيرك.